# Sowjetische Badmintonmeisterschaft 1972
Die Sowjetische Badmintonmeisterschaft 1972 fand vom 15. bis zum 19. März 1972 in Gorki statt.

## Die Sieger und Platzierten
| Disziplin    | Gold                                   | Silber                               | Bronze                                |
| ------------ | -------------------------------------- | ------------------------------------ | ------------------------------------- |
| Herreneinzel | Semjon Rosin                           | Viktor Shvachko                      | Konstantin Vavilov                    |
| Dameneinzel  | Tatyana Kochetkova                     | Reet Valgmaa                         | Alla Zvonareva                        |
| Herrendoppel | Konstantin Vavilov Nikolay Peshekhonov | Vladimir Antropov Evgenij Blitshteyn | Mikhail Chervyakov Alexander Karjakin |
| Damendoppel  | Tatyana Kochetkova Tatjana Shmakova    | Ljudmila Kosse Nina Kosjak           | Reet Valgmaa Riina Valgmaa            |
| Mixed        | Nikolay Peshekhonov Tatjana Shmakova   | Viktor Shvachko Tatyana Kochetkova   | Nikolai Nikitin Reet Valgmaa          |

## Referenzen
- В. Мирошников (Сост.): Панорама спортивного года 1972. Физкультура и спорт, Москва 1973, S. 125–126.
- http://sport-strana.ru/chempionat-sssr-po-badmintonu-1972/